# Institut Max-Planck d'astronomie
L'Institut Max-Planck d'astronomie (en allemand Max-Planck-Institut für Astronomie, en abrégé MPIA) est un centre de recherche de la Société Max-Planck situé à Heidelberg, dans le Land de Bade-Wurtemberg en Allemagne, à proximité de Königstuhl et à côté de l'observatoire astronomique historique du Königstuhl.
En plus de ses propres observations astronomiques et de ses recherches astronomiques, l’Institut participe activement au développement d’instruments d’observation. Les instruments ou leurs parties sont fabriqués dans les ateliers de l’institut.

## Histoire
La fondation de l’institut en 1967 est née de l’idée qu’un institut suprarégional équipé de puissants télescopes était nécessaire pour mener des recherches astronomiques compétitives au niveau international. L'astronome Hans Elsässer (de) en est devenu le directeur fondateur en 1968. En février 1969, un premier groupe de 5 employés a commencé à travailler dans les bâtiments de l’observatoire d’État voisin du Königstuhl. L’institut, qui a été achevé en 1975, était initialement dédié à la préparation et à l’évaluation des observations astronomiques et au développement de nouvelles méthodes de mesure.
De 1973 à 1984, elle a exploité l’observatoire de Calar Alto sur le Calar Alto, près d’Almería, en collaboration avec les autorités espagnoles. Jusqu’en 2019, ce plus grand observatoire du continent européen était utilisé à parts égales par les astronomes des deux pays. Le 23 mai 2019, le gouvernement régional d'Andalousie et le MPG ont signé un accord de cession pour la participation de 50 % dans l’observatoire. Depuis lors, il appartient exclusivement à l’Espagne.
Depuis 2005, la MPIA exploite le Grand Télescope binoculaire (LBT) en collaboration avec des partenaires d’Allemagne, d’Italie et des États-Unis et l’équipe d’instruments de mesure,. Le LBT est situé sur le mont Graham près de Tucson, en Arizona, qui culmine à 3190 m d’altitude. Sur sa monture, il porte deux miroirs primaires de 8,4 mètres de diamètre chacun, ce qui en fait le plus grand télescope avec des miroirs primaires monolithiques uniques au monde.
De plus, le MPIA participe à la fourniture d’instruments et à l’utilisation du Very Large Telescope (VLT) exploité par l’ESO. Avec l’aide du MPIA, deux des miroirs de 8 mètres du VLT ont été reliés entre eux de telle sorte qu’ils ont pu fonctionner comme un télescope plus grand avec une résolution plus élevée à l’automne 2002,.
En 2022, MPIA participait aux travaux préparatoires à l’installation dans l’Extremely Large Telescope (ELT) au Chili d’un miroir de 39 mètres (le plus grand télescope du monde).

## International Max Planck Research School (IMPRS)
Le MPIA participe à l'International Max Planck Research School (IMPRS) for Astronomy and Cosmic Physics. L’IMPRS est un programme de doctorat de langue anglaise qui a débuté en 2005. Les autres partenaires de l’IMPRS sont le MPIK, le Centre d’astronomie de l'Université de Heidelberg et le HITS. Depuis 2007, l’IMPRS fait partie de la Heidelberg Graduate School of Fundamental Physics. Les porte-parole de l’IMPRS sont Hans-Walter Rix du MPIA et Stefan Wagner de l'observatoire d'Heidelberg.